# Ryan Adeleye
Ryan Alexander Hezekiah Adeleye (Elizabeth, 28 aprile 1987) è un ex calciatore statunitense, di ruolo difensore.

## Carriera

### Club

#### Gli inizi
Nato da Manny Adeleye e Lori Herzig, è ebreo. Suo padre è un nigeriano convertito all'ebraismo, mentre sua madre è ebrea del Connecticut. Ha frequentato la Newark Academy, dove ha ricevuto onorificenze calcistiche di tutto lo stato, tutte le conference, tutte le preparazioni e tutte le contee.

#### College
Ha frequentato il Davidson College dal 2005 al 2006. Successivamente, si è trasferito all'Università della Carolina del Nord, giocando con la squadra universitaria dei North Carolina Tar Heels. Il gol di Per i Tar Heels in un incontro del 2007 contro i Duke gli è valso il premio di giocatore della settimana dell'ACC. Dopo il college, è entrato nell'MLS SuperDraft 2009, dove però non è stato scelto da nessuna squadra. Nella stessa estate, è stato convocato dalla nazionale statunitense per le Maccabiadi in Israele.

#### Israele
Mentre era con la nazionale statunitense alle Maccabiadi, ha giocato in un amichevole contro l'Hapoel Be'er Sheva, formazione della prima divisione israeliana. Riuscì a impressionare l'allenatore Guy Azouri e si unì al Be'er Sheva dopo il termine dell'evento, insieme al compagno di squadra Daniel Schultz.
Dopo aver firmato, è stato considerato uno straniero per il club in attesa della sua naturalizzazione tramite la legge del ritorno. Ha fatto il suo debutto tra i professionisti con il Be'er Sheva il 18 agosto 2009, in una gara della Toto Cup contro l'Hapoel Petah Tiqwa. Il risultato è stato una sconfitta per 1-0.
Durante una sessione di allenamento nell'ottobre del 2009, è svenuto all'improvviso, provocando il panico nella squadra. Tornò ad allenarsi regolarmente una settimana dopo con il permesso del personale medico. L'evento ha suscitato spavento nel Be'er Sheva in quanto ricordava quello dell'ex giocatore Chaswe Nsofwa, morto durante una sessione di allenamento. Circa un mese dopo, il 5 dicembre 2009, ha fatto il suo debutto in campionato, entrando al posto di Shimon Harush all'86' nella vittoria per 2-0 sull'Hapoel Petah Tiqwa.

## Statistiche

### Presenze e reti nei club
| Stagione                      | Squadra                       | Campionato                    | Campionato | Campionato | Coppe nazionali | Coppe nazionali | Coppe nazionali | Coppe continentali | Coppe continentali | Coppe continentali | Altre coppe | Altre coppe | Altre coppe | Totale | Totale |
| Stagione                      | Squadra                       | Comp                          | Pres       | Reti       | Comp            | Pres            | Reti            | Comp               | Pres               | Reti               | Comp        | Pres        | Reti        | Pres   | Reti   |
| ----------------------------- | ----------------------------- | ----------------------------- | ---------- | ---------- | --------------- | --------------- | --------------- | ------------------ | ------------------ | ------------------ | ----------- | ----------- | ----------- | ------ | ------ |
| 2009-2010                     | Hapoel Be'er Sheva            | LhA                           | 8          | 1          | CI+TC           | 0               | 0               |                    | -                  | -                  |             | -           | -           | 8      | 1      |
| 2010-2011                     | Hapoel Be'er Sheva            | LhA                           | 17         | 0          | CI+TC           | 0               | 0               |                    | -                  | -                  |             | -           | -           | 17     | 0      |
| 2011-2012                     | Hapoel Be'er Sheva            | LhA                           | 17         | 1          | CI+TC           | 0               | 0               |                    | -                  | -                  |             | -           | -           | 17     | 1      |
| lug.-dic. 2012                | Hapoel Be'er Sheva            | LhA                           | 1          | 0          | TC              | 4               | 0               |                    | -                  | -                  |             | -           | -           | 5      | 0      |
| Totale Hapoel Be'er Sheva     | Totale Hapoel Be'er Sheva     | Totale Hapoel Be'er Sheva     | 43         | 2          |                 | 5               | 0               |                    | -                  | -                  |             | -           | -           | 48     | 2      |
| gen.-mag. 2013                | Hapoel Ashkelon               | LL                            | 14         | 2          | CI              | 0               | 0               |                    | -                  | -                  |             | -           | -           | 14     | 2      |
| 2013-2014                     | Hapoel Ashkelon               | LL                            | 27         | 2          | CI              | 0               | 0               |                    | -                  | -                  |             | -           | -           | 27     | 2      |
| Totale Hapoel Ashkelon        | Totale Hapoel Ashkelon        | Totale Hapoel Ashkelon        | 41         | 4          |                 | 0               | 0               |                    | -                  | -                  |             | -           | -           | 41     | 4      |
| 2015                          | Ft. Lauderdale Strikers       | NASL                          | 2          | 0          | USOC            | 0               | 0               |                    | -                  | -                  |             | -           | -           | 2      | 0      |
| 2015-2016                     | Hapoel Gerusalemme            | LL                            | 24         | 1          | CI              | 1               | 0               |                    | -                  | -                  |             | -           | -           | 25     | 1      |
| 2016                          | Pittsburgh Riverhounds        | USL                           | 10         | 0          | USOC            | 0               | 0               |                    | -                  | -                  |             | -           | -           | 10     | 0      |
| 2017                          | Pittsburgh Riverhounds        | USL                           | 2          | 0          | USOC            | 0               | 0               |                    | -                  | -                  |             | -           | -           | 2      | 0      |
| Totale Pittsburgh Riverhounds | Totale Pittsburgh Riverhounds | Totale Pittsburgh Riverhounds | 12         | 0          |                 | 0               | 0               |                    | -                  | -                  |             | -           | -           | 12     | 0      |
| Totale carriera               | Totale carriera               | Totale carriera               | 122        | 7          |                 | 5               | 0               |                    | -                  | -                  |             | -           | -           | 127    | 7      |